# Stazione di Cagliari Via Vesalio
La stazione di Cagliari Via Vesalio è una fermata ferroviaria, divenuta in seguito tranviaria (denominata semplicemente Vesalio), a servizio del comune di Cagliari, posta lungo la ferrovia Cagliari-Isili, nel tratto riconvertito a tranvia nel 2008.

## Storia
La fermata venne costruita ad opera delle Ferrovie della Sardegna negli anni novanta, venendo inaugurata nel 1994, col fine di servire la vicina cittadella finanziaria (aperta poco tempo dopo la fermata), dove nel 2014 è presente una delle sedi provinciali dell'Agenzia delle entrate, nonché le scuole limitrofe. L'attivazione della fermata fu attuata anche nell'ottica di avvio del servizio ferroviario metropolitano tra Cagliari e Monserrato, inaugurato anch'esso nello stesso periodo dalle FdS.
Dopo un decennio di attività, la concretizzazione del progetto di riconversione tranviaria del tronco Cagliari-Monserrato della ferrovia per Isili portò a vari interventi di adeguamento e ristrutturazione dello scalo per il futuro utilizzo come fermata tranviaria. Nelle estati 2004 e 2005 la banchina originaria della fermata, situata a est del binario della ferrovia, venne smantellata e al suo posto ne fu edificata una provvisoria sul lato opposto del sedime, per permettere la posa di un binario di raddoppio necessario agli incroci tranviari. Inoltre fu installata la linea aerea per l'alimentazione elettrica dei tram e vennero realizzate due banchine per questo tipo di servizio.
I tram, seppur in solo preesercizio e non a disposizione del pubblico, iniziarono a transitare nella fermata nel 2007 in alternanza col servizio ferroviario, all'epoca attivo solamente al mattino. La cessazione definitiva di quest'ultimo servizio è datata 17 marzo 2008, giorno in cui per l'ultima volta i treni FdS raggiunsero Cagliari e i suoi scali dello scartamento ridotto, tra cui la fermata di via Vesalio. Poche ore più tardi l'inaugurazione e l'avvio del servizio tranviario sulla Cagliari-Monserrato, cioè la linea 1 della rete tranviaria di Cagliari, diede il via al periodo di impiego della fermata per i tram di Metrocagliari.
Come in altre fermate cagliaritane delle FdS anche in via Vesalio le infrastrutture impiegate per i treni, nella fattispecie la banchina edificata a metà anni 2000, vennero abbandonate seppur permangano al loro posto. Nell'estate di quello stesso anno la fermata passò sotto il controllo dell'ARST Gestione FdS, la quale fu poi assorbita nel 2010 dall'ARST che da allora è il gestore della fermata.

## Strutture e impianti
Negli anni di impiego ferroviario la fermata era originariamente dotata del singolo binario di corsa, a scartamento da 950 mm, servito da una banchina e privo di edifici di servizio. Con i lavori di ristrutturazione di metà anni duemila fu aggiunto un secondo binario nella fermata (necessario per permettere gli incroci tranviari tra veicoli diretti in direzioni opposte), che tuttavia non venne mai impiegato dai treni, stante anche la presenza di una sola banchina attrezzata per i convogli ferroviari lungo il binario di corsa. A tal proposito alla banchina originale situata sul lato di via Pintus, smantellata per la costruzione del terminal tranviario, si sostituì tra il 2004 ed il 2005 una nuova banchina (sul lato di via Telesio), utilizzata sino alla dismissione del servizio ferroviario nel 2008.
L'impianto nella configurazione tranviaria è dotato invece di due banchine per il servizio tranviario, poste in posizione periferica rispetto ai binari, entrambe fornite di pensiline e tabelloni informativi.

## Movimento
Nel periodo in cui fu attiva ferroviariamente la fermata di Via Vesalio era servita dai treni delle FdS espletanti le relazioni lungo la ferrovia Cagliari-Isili, comprese le relazioni del servizio ferroviario metropolitano tra Cagliari e Monserrato. Dal marzo 2008 lo scalo è esclusivamente utilizzato come fermata intermedia della linea 1 della tranvia di Cagliari, ed è quindi servito dai tram di Metrocagliari aventi capolinea negli scali di Cagliari Piazza Repubblica e Monserrato Policlinico.

## Interscambi
Nella vicina via Vesalio sono presenti due fermate (una per senso di marcia) delle autolinee urbane e suburbane espletate dal CTM.
- Fermata autobus